# 藤子・F・不二雄プロ
株式会社藤子・F・不二雄プロ（ふじこエフふじおプロ、英: FUJIKO PRO）は、藤本弘（漫画家の藤子・F・不二雄）が立ち上げた漫画制作会社。略称は「藤子プロ」。

## 概要
藤本弘と安孫子素雄のコンビ漫画家「藤子不二雄」は1966年に「藤子スタジオ」を設立して漫画制作と著作権管理を行っていたが、1988年の独立に伴い、藤子スタジオは安孫子（藤子不二雄Ⓐ）が引き継ぎ、藤本（藤子不二雄Ⓕ）は新たに「有限会社藤子プロ」を設立し同様の業務を行うことになった。設立時の代表取締役は藤本弘。
藤本弘は1989年1月頃、ペンネームを「藤子不二雄Ⓕ」から「藤子・F・不二雄」に変更。会社名は同年10〜11月頃、「藤子プロ」から「藤子・F・不二雄プロ」に変更された。ただし、著作権表示等では「藤子プロ」の略称が引き続き用いられた。
藤本弘没後に株式会社化し、代表取締役会長は夫人である藤本正子が、社長には伊藤善章（元小学館プロダクション取締役）が就任した。藤本正子は2006年に退任。2023年時点では社長を藤本の次女の勝又日子が務めている。
藤本弘の生前（1988年〜1996年）は、藤子・F・不二雄作品の著作権管理と漫画制作が主たる業務だった。
藤本弘没後は、藤子・F・不二雄のライフワークを引き継ぐ形で所属漫画家による『大長編ドラえもん』の連載執筆等を行った。
2003年に岡田康則が独立した後は、著作権管理を主な業務とするようになった。
『ドラえもん』の長編漫画、学習漫画等の執筆は、外部の漫画家によりその後も活発に行われており、「藤子・F・不二雄プロ」はその著者としてクレジットされている。
2007年に神奈川県の生田緑地内に「川崎市 藤子・F・不二雄ミュージアム」（藤子・F・不二雄作品を展示する記念館）を設置することを発表し、建物の建設およびミュージアムの運営を委託する関連会社「株式会社藤子ミュージアム」を2008年に設立、2011年9月に開館している。
上記のほか、『ドラえもん』を中心としたキャラクターグッズの製作管理も行っている。

## 藤子スタジオとの関係
2023年現在、同社と藤子不二雄Ⓐの「株式会社藤子スタジオ」には資本、業務ともに基本的につながりがなく、完全に別会社として運営されている。そのため、「藤子・F・不二雄」と「藤子不二雄Ⓐ」は個別の作家として著作権等が存在することになり、合作を含むほとんどの作品がどちらか片方の名義作品となるよう権利が分割された。『UTOPIA 最後の世界大戦』などの数作のみは権利が分割されず、著者名は「藤子・F・不二雄」「藤子不二雄Ⓐ」の両名を併記し、会社名も両社を併記する形を取っている（2023年現在は「藤子不二雄」名義は使用されていない）。
共作のため双方が権利を持つ『オバケのQ太郎』は長らく再版されなかったが、2009年7月に『藤子・F・不二雄大全集』にて刊行され、2015年7月にてんとう虫コミックスの新装版が刊行された。

## 出身者
同社は、藤子・F・不二雄作品の制作において作画を補助する多数のアシスタントを雇用した。その中には、のちに独立した者も多い。
なお、藤子プロおよび藤子スタジオでは、「アシスタント」ではなく「スタッフ」と呼んでいる。
- 萩原伸一（のちのむぎわらしんたろう） - 藤子・F存命時の最後のチーフ。1988年入社。1993年にチーフ就任。2000年に独立。
- 岡田康則 - 藤子・F没後の1998年に入社。2003年に独立。